# Аксионик
Аксионик (др.-греч. Ἀξιόνικος; IV век до н. э.) — комедиограф, относится к средней аттической комедии. Допускается, что Аксионик мог не быть афинским гражданином и его пьесы не предназначались исключительно для афинян. Однако в одном из уцелевших фрагментов используются популярные для афинской драматургии имена — Каллий и Мосхион. Поэтому предполагается, что Аксионик творил в Афинах и его пьесы могли играть во время Больших Дионисий или Леней.
Остались фрагменты из его комедии «Еврипидолюб» (др.-греч. Φιλευριπίδης), где он высмеивал поклонников творчества Еврипида. Два фрагмента этой комедии известны благодаря Афинею, они датируются серединой IV века до н. э. В своём изображении этих поклонников как одержимых, нездоровых людей Аксионик следует за образом Филоклеона из «Ос» Аристофана, и этот мотив античной комедии предвосхищает современное представление о болезненной одержимости эстрадными кумирами, вроде битломании.
Также известны по Афинею комедии Аксионика «Тирренец» (др.-греч. Τυρρηνός), «Подхалкидник» (др.-греч. Χαλκιδικός) и «Филинна» (др.-греч. Φίλιννα).